# Szeánsz Velencében
A Szeánsz Velencében (eredeti címe: A Haunting in Venice) 2023-ban bemutatott amerikai természetfeletti bűnügyi film, amelyet Kenneth Branagh (társproducer is) rendezett és Michael Green írt Agatha Christie 1969-es Halloween és halál című regénye alapján. A Halál a Níluson (2022) folytatása, és egyben a harmadik film, amelyben Branagh Hercule Poirot belga nyomozót alakítja. A további szerepekben Kyle Allen, Camille Cottin, Jamie Dornan, Tina Fey, Jude Hill, Ali Khan, Emma Laird, Kelly Reilly, Riccardo Scamarcio és Michelle Yeoh látható.
Az Amerikai Egyesült Államokban 2023. szeptember 15-én mutatták be a mozikban. Magyarországon szeptember 14-én jelent meg a Fórum Hungary forgalmazásában.

## Cselekmény
1947. Az immár nyugdíjas Hercule Poirot visszavonultan éldegél Velencében. Ariadne Oliver, a híres írónő (aki régi ismerőse) keresi fel ott, aki abban kéri Poirot segítségét, hogy segítsen kiszúrni a csalást Joyce Reynolds, a hírhedt médium szeánszán, aki most készül egy szeánszot tartani Rowena Drake házában. Poirot vonakodva, de elmegy a szeánszra. A szeánszon Rowena egy éve halott (feltehetőleg öngyilkos) lányát akarják megidézni. Amikor Poirot kijelenti, hogy nincs se Isten, se szellemek, sem pedig médiumok, akik tudnak beszélni velük, leesik a csillár. Poirot ezt azzal magyarázza, hogy beázott a palazzo. Egy váratlan, nemkívánatos vendég is érkezik. A szeánszon váratlan események történnek, majd a médium-nőt (Joyce Reynolds-ot) megölik, és Poirot-t majdnem vízbe fojtják. Így hát nem marad más lehetősége Poirot-nak, mintsem kideríteni, hogy ki a gyilkos, mielőtt további áldozatai lesznek. Azonban lehet, hogy Hercule Poirot ellensége ezúttal a túlvilágról érkezik?

## Szereplők
| Szerep             | Színész            | Magyar hang        |
| ------------------ | ------------------ | ------------------ |
| Hercule Poirot     | Kenneth Branagh    | Csankó Zoltán      |
| Maxime Gerard      | Kyle Allen         | Kenéz Ágoston      |
| Olga Seminoff      | Camille Cottin     | Grisnik Petra      |
| Dr. Leslie Ferrier | Jamie Dornan       | Simon Kornél       |
| Ariadne Oliver     | Tina Fey           | Szávai Viktória    |
| Leopold Ferrier    | Jude Hill          | Endrődy Regő       |
| Nicholas Holland   | Ali Khan           | Börcsök Olivér     |
| Desdemona Holland  | Emma Laird         | Veszelovszki Janka |
| Rowena Drake       | Kelly Reilly       | Balsai Móni        |
| Vitale Portfoglio  | Riccardo Scamarcio | Pál András         |
| Joyce Reynolds     | Michelle Yeoh      | Kubik Anna         |

### Magyar változat
- Magyar szöveg: Gáspár Bence
- Felvevő hangmérnök: Jacsó Bence
- Vágó: Sári-Szemerédi Gabriella
- Gyártásvezető: Hódos Edina
- Szinkronrendező: Tabák Kata
- Produkciós vezető: Hagen Péter

A szinkront a Disney Character Voices International megbízásából a Mafilm Audio Kft. készítette el

## A film készítése
A forgatás 2022. október 31-én kezdődött, a felvételek helyszínei a Pinewood Studios és Velence voltak.
2023 áprilisában jelent meg a film első előzetese, valamint a karakterek és az őket alakító szereplők neve. Branagh a filmet "természetfeletti thrillerként" jellemzi, nem pedig teljes körű horrorfilmként.
A 20th Century Studios elnöke, Steve Asbell 2022 márciusában hozta nyilvánosságra, hogy Michael Green írta a harmadik Hercule Poirot-film forgatókönyvét, amelynek rendezője és főszereplője ismét Kenneth Branagh lett. A filmben egy kevésbé ismert Poirot-történet lett a cselekmény alapja. A filmet 2022 októberében erősítették meg. A szereplők között Jamie Dornan, Tina Fey, Jude Hill, Kelly Reilly és Michelle Yeoh szerepel.

## Fordítás
- Ez a szócikk részben vagy egészben  az   A Haunting in Venice című angol Wikipédia-szócikk fordításán alapul.  Az eredeti cikk szerkesztőit annak laptörténete sorolja fel. Ez a jelzés csupán a megfogalmazás eredetét és a szerzői jogokat jelzi, nem szolgál a cikkben szereplő információk forrásmegjelöléseként.